# Dölf Mettler

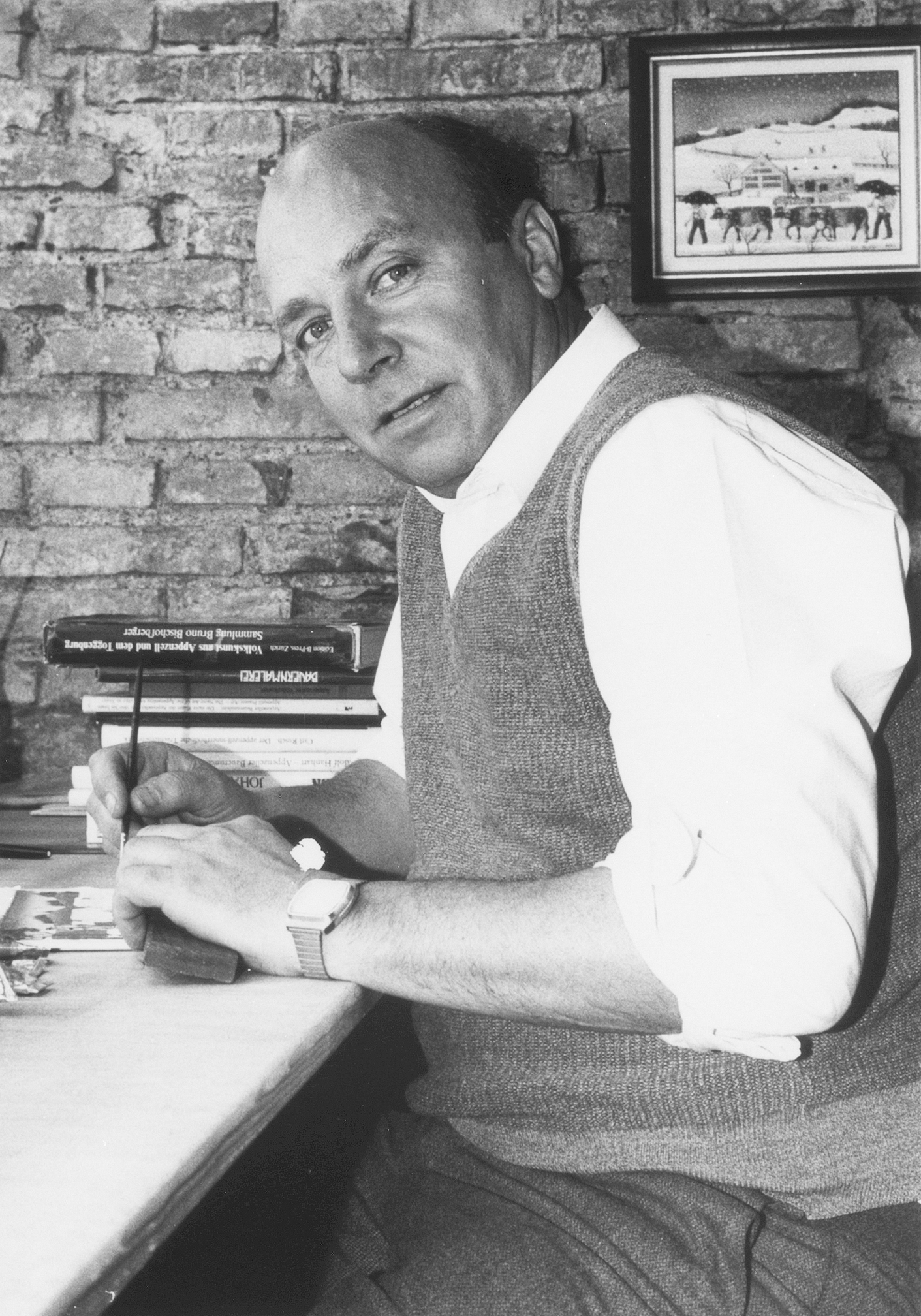
Dölf Mettler in seinem Atelier in Appenzell

Dölf Mettler (* 22. Mai 1934 als Adolf Mettler in St. Gallen; † 15. Oktober 2015 in Appenzell; heimatberechtigt in Wildhaus-Alt St. Johann) war ein Schweizer Volksmusiker, Komponist und Bauernmaler aus dem Kanton St. Gallen.

## Leben und Wirken
Dölf Mettler wuchs als unehelich geborenes Kind ab dem ersten Lebensjahr ohne seine Eltern im Kinderheim «Sonnenhof» in Ganterschwil und bei Pflegeeltern in Nesslau auf. Er besuchte die Primar- und Sekundarschule in Nesslau. Eine Lehre als Maler in Wattwil brach er ab. Es folgte die Tätigkeit als Knecht auf einem Hof in Waldstatt, womit er sich die Ausbildung als Textilzeichner an der Textil- und Modeschule St. Gallen finanzierte. Hier erhielt er Unterricht in Naturzeichnen und Malen vom Kunstmaler Theo Glinz. Anschliessend war er als Dessinateur bei der Jakob Schläpfer & Co. AG in St. Gallen tätig.
1973 machte sich Dölf Mettler als Bauernmaler in einem Atelier in Appenzell selbständig. Seine Werke fanden rasch guten Absatz und sicherten ihm seither seinen Lebensunterhalt. Es folgten zahlreiche Ausstellungen in Appenzell, in der Ostschweiz und einige in Übersee.
Schweizweite Bekanntheit erlangte Dölf Mettler als Volksmusiker und Komponist. Von 1954 bis 1974 spielte er zunächst als Klarinettist und Bandleader in den Tanzkapellen Arizona, Kramer-Six und Jokers, zeitweise zusammen mit Sängerin Paola. Ab 1959 sang Mettler zusätzlich als Jodler im Jodelklub Freundschaft Flawil. Es folgte der Besuch von Dirigentenkursen und ab 1972 übernahm er als Dirigent seinen Heimverein in Flawil (bis 1977). Als Dirigent war Dölf Mettler tätig beim Schötzechörli Stein (1973–1998), bei den Hobbysängern Appenzell (1974–2010, Gründer), beim Männerchor Alpstee Brülisau (1976–2008), beim Gemischten Chor Eggerstanden (1996–2009), bei den Singmeedle Appenzell (1984–1994, Gründer), sowie beim Gesangsquartett Appenzeller Wurlitzer (1984–1994, Gründer).
Ab 1972 entstanden über 160 Kompositionen von Jodelliedern und Chorwerken. Dölf Mettlers Werke wurden auf über 140 Tonträgern veröffentlicht. Als Wahl-Appenzeller, der sich mit seiner neuen Heimat sehr verbunden fühlte, liess er die Tradition des Fasnachtsumzugs in Appenzell wieder neu aufleben. Dölf Mettler erhielt verschiedene Auszeichnungen: 1982 den Goldenen Tell (Vorgänger des Prix Walo), 1998 den Goldenen Violinschlüssel für besondere Verdienste um die Schweizer Volksmusik und 2009 den Innerrhoder Kulturpreis der kantonalen Stiftung Pro Innerrhoden. Er verstarb im Alter von 81 Jahren.

## Galerie

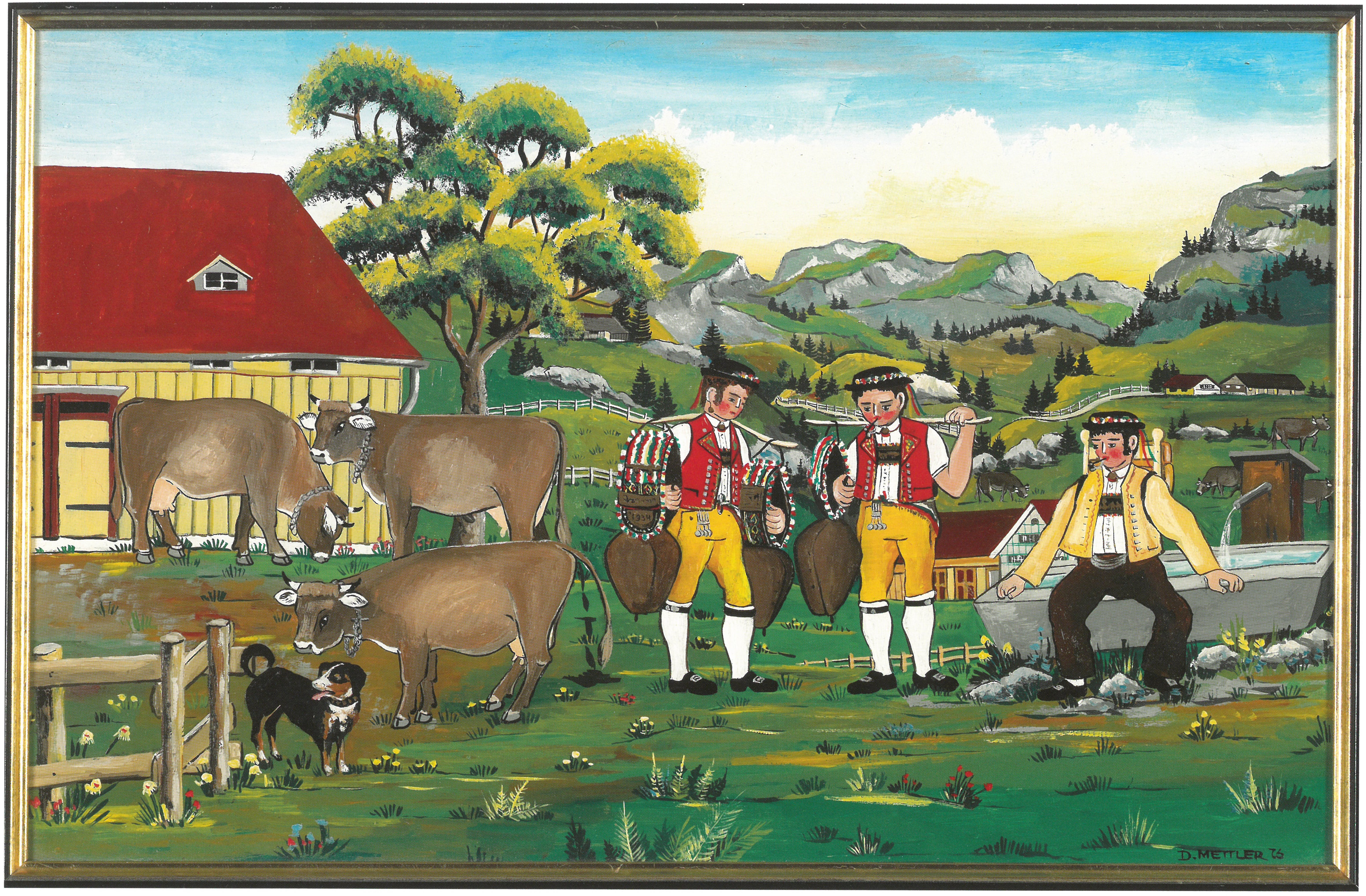
Schelleschötte, 1976
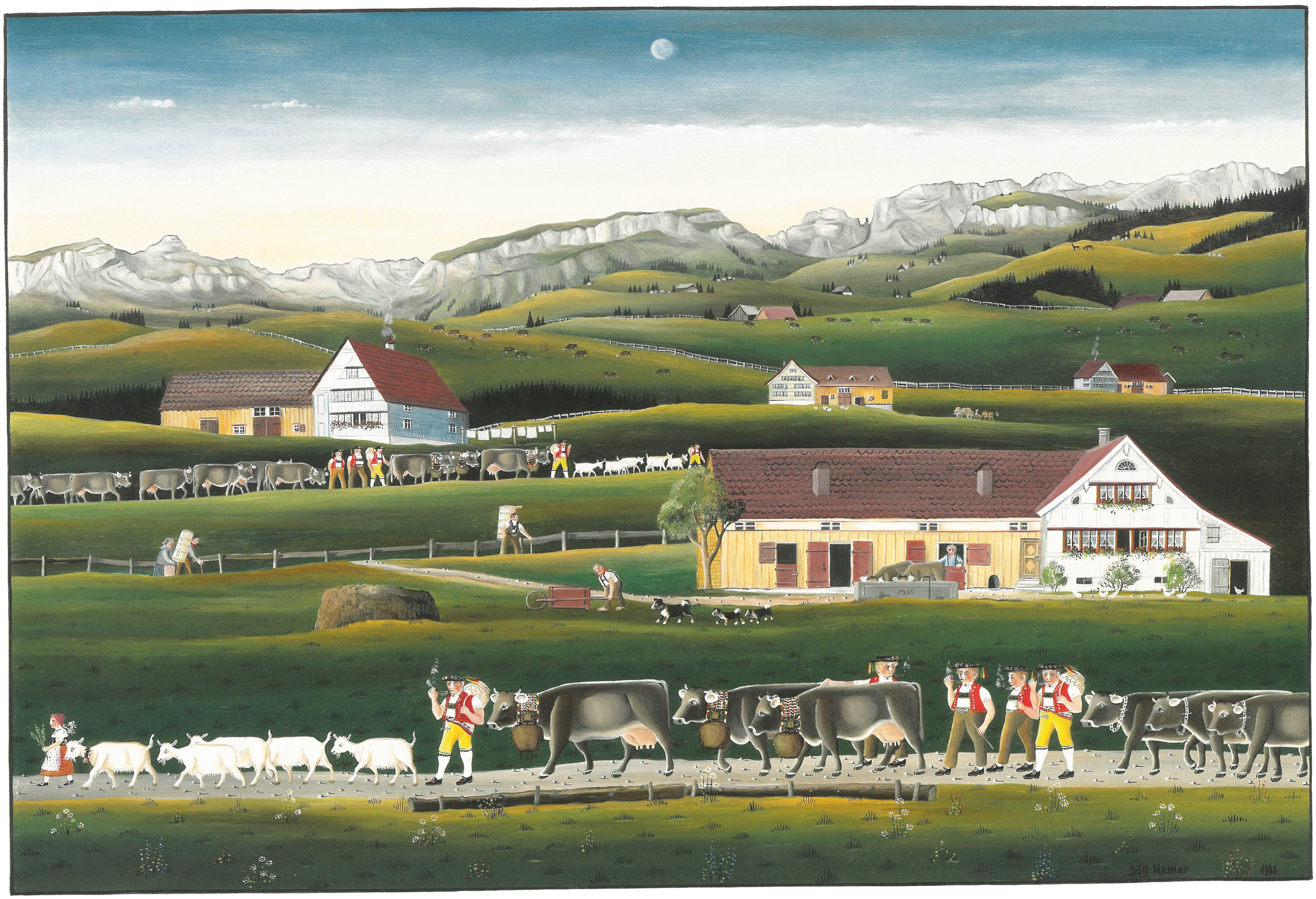
Alpfahrt, 1995
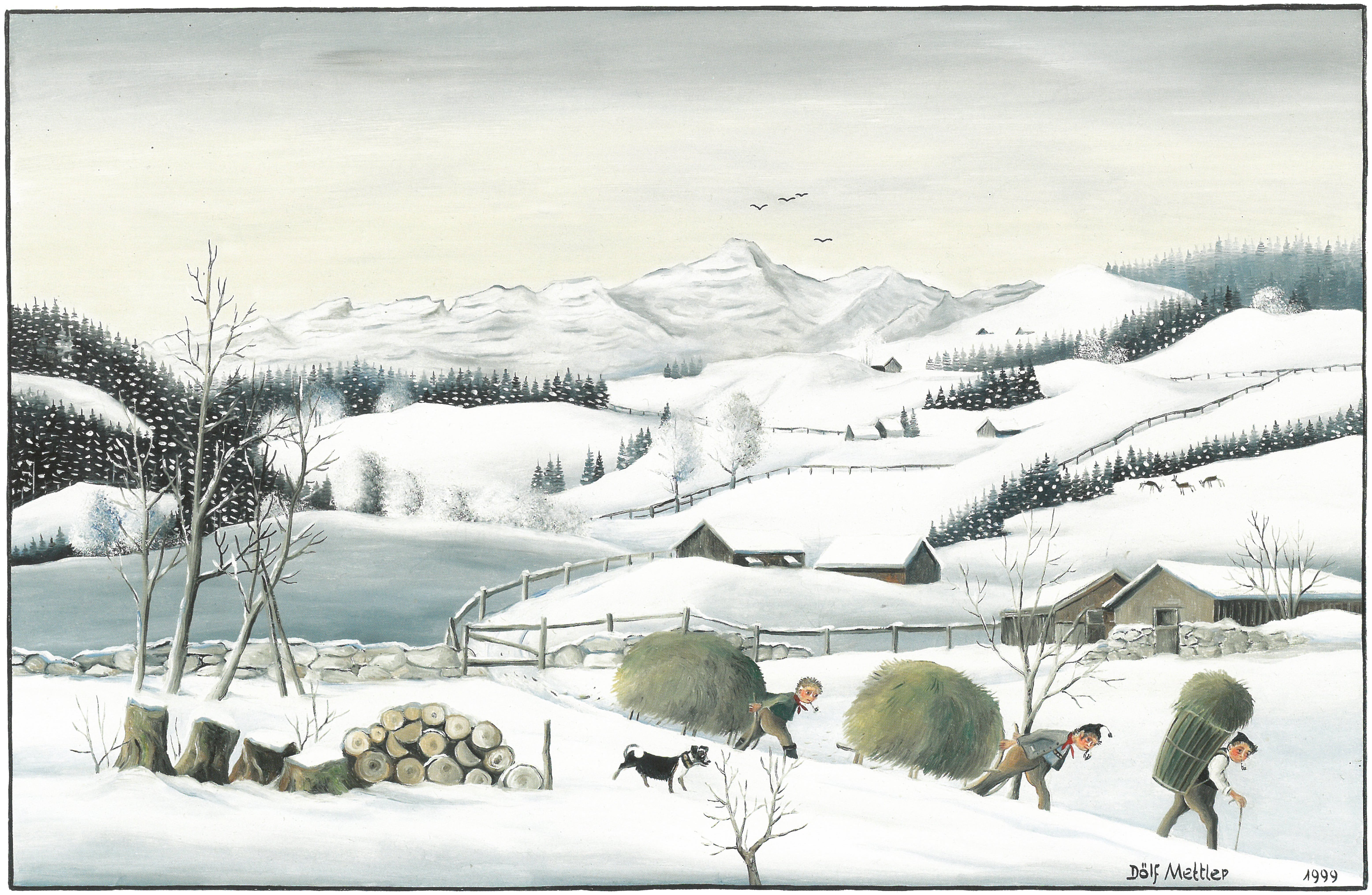
Winterarbeit, 1999
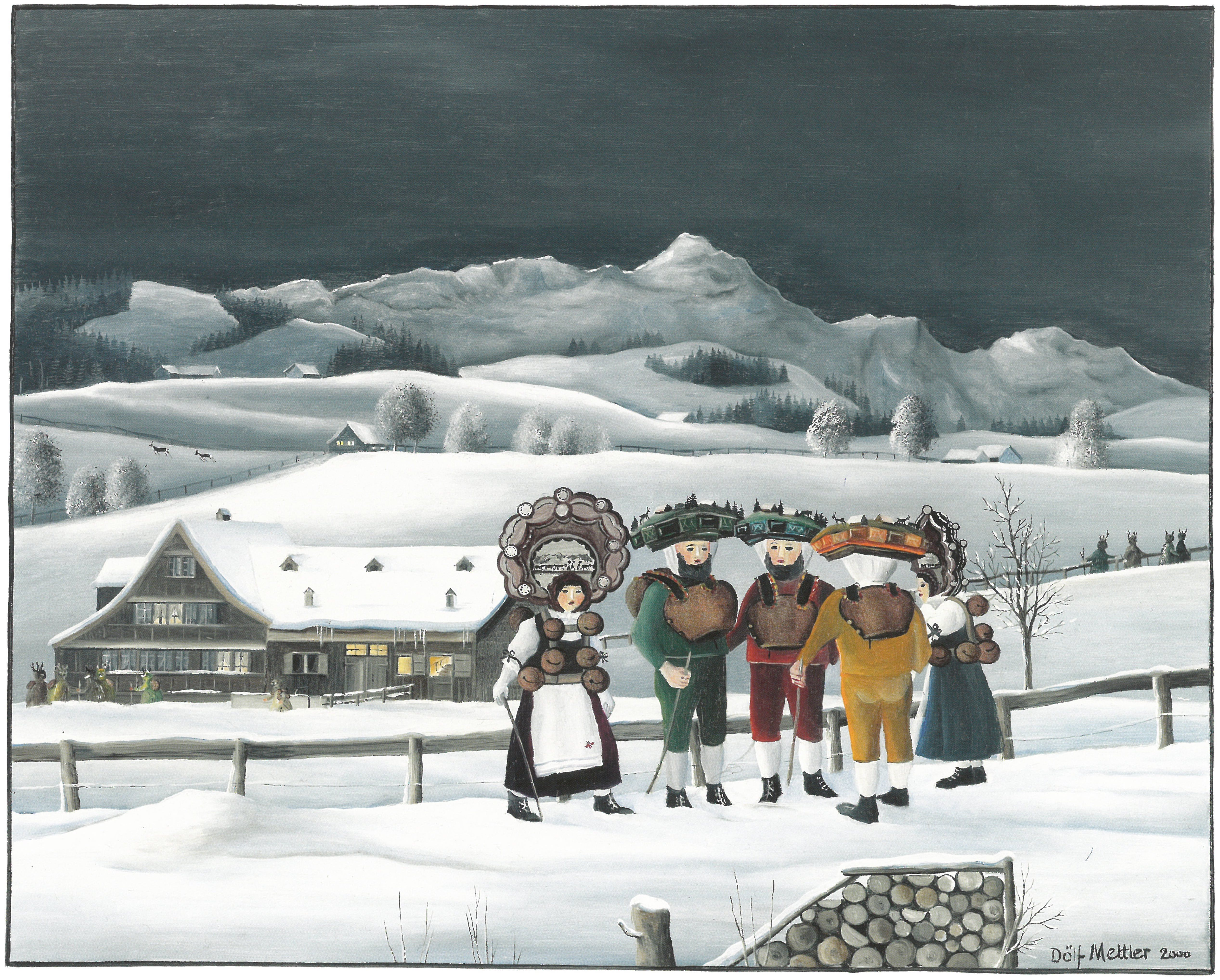
Frühchlausen, 2000
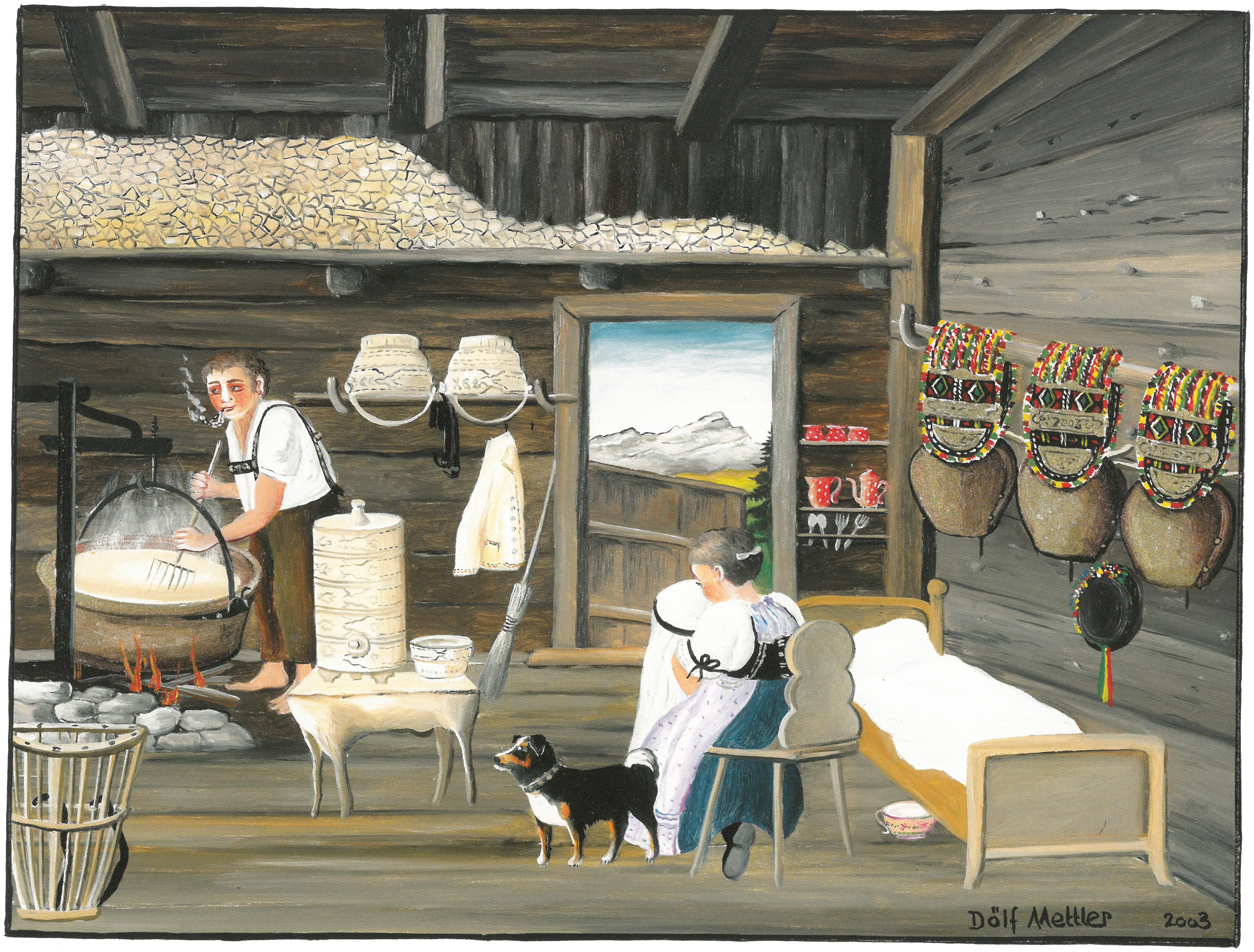
In der Alphütte, 2003

## Publikationen
Emil Koller (Hrsg.): Öses Lendli Appezöll: Dölf Mettler, Bauernmaler, Komponist und Chorleiter. Alpstein-Medien, Appenzell 2004.